# Йован Шантрич
Йован Шантрич (на сръбски: Јован Шантрић) е сръбски учител, деец на Сръбската пропаганда в Македония.

## Биография
Роден е в Печ, Османската империя. Завършва Галатасарайския лицей. Преподава в Цариградската сръбска гимназия от 1899/1900 учебна година. От 1902 до 1906 година преподава в Скопската сръбска гимназия и в Солунската сръбска гимназия.
Шантрич участва активно в националното движение на сърбите в Османската империя. След Младотурската революция в 1908 година е делегат на Първата сръбска конференция, провела се между 12 и 15 август 1908 година в Скопие, на която е основана Сръбска демократическа лига в Османската империя. Избран е за депутат от Прищина в скупщината на сърбите османлии в Цариград. В 1911 година става член на Първостепенния съд в Призрен. Работи върху сръбско-турски речник заедно с Глигорие Елезович. Умира по време на Първата световна война на 18 юли 1915 година в Призрен.